# Malte W. Wilkes

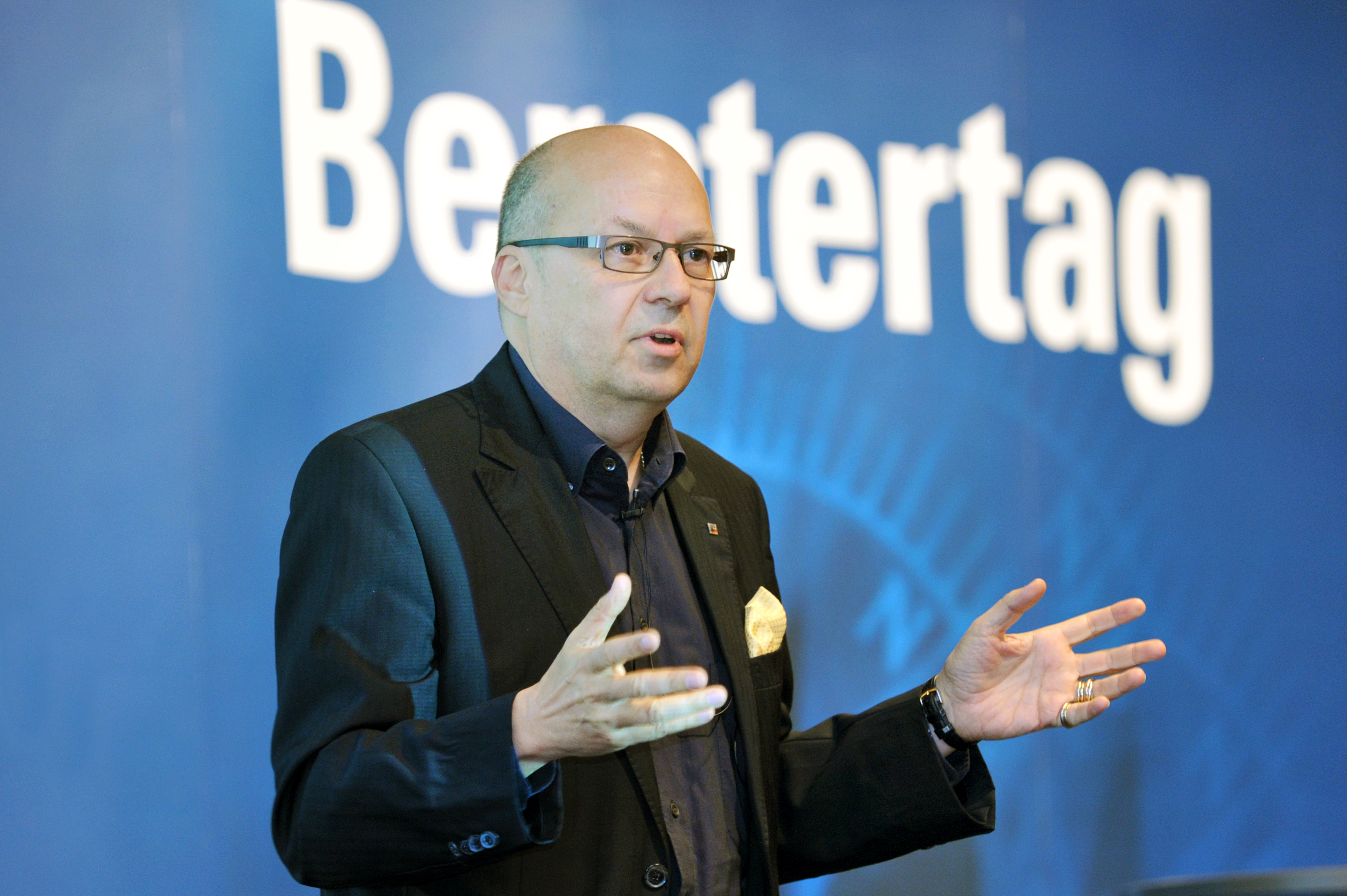
Malte W. Wilkes 2011

Malte W. Wilkes ist ein deutscher Unternehmensberater, Redner, Kolumnist und Buchautor. Er ist Ehrenpräsident des Bundesverbandes Deutscher Unternehmensberater.

## Werk
Wilkes ist seit 1975 selbständiger Unternehmensberater. Er war Gründungs-Chefredakteur, später Inhaber und Herausgeber des Pharma-Marketing Journals von 1976 bis 2007. Nach dem Verkauf an die Verlagsgruppe Handelsblatt war er dort weiterhin Kolumnist bis zur Einstellung der Publikation 2012.
Berufspolitisch wurde Wilkes 1993 als Vizepräsident des BDU tätig. 1995 wurde er zum Präsidenten gewählt und arbeitete zwei Amtsperioden bis 1998 in diesem Amt. Wilkes führte Satzungsänderungen durch und förderte die Positionierung des BDU als Berufs- und Wirtschaftsverband. In seiner Zeit öffnete sich der BDU sowohl der politischen und gesellschaftlichen Diskussion und verstärkte seine Positionen durch öffentliche Auftritte auf Kongressen, in Talkrunden, TV und Rundfunk. Am 9. Oktober 1998 wurde Wilkes zum ersten Ehrenpräsidenten des BDU auf Lebenszeit ernannt.
Wilkes initiierte 1992 mit Wolfgang K. A. Disch den AMP Alternativer Marketing-Preis in Deutschland, der vier Jahre lang vergeben und als kritischer Gegenentwurf zum Deutschen Marketing-Preis gesehen wurde, da dieser aus der Sicht der AMP-Initiatoren rückwärtsgewandte, etabliertes und große Unternehmen bevorzugte. Preisträger waren u. a. Michael Jones von der Scott Bader Foundation (Gründer Ernest Bader), Konrad Schily, als Präsident der ersten Deutschen Universität in freier, privater Trägerschaft, Wolfgang Lohbeck, Kampagnenleiter von Greenpeace, Deutsche Shell AG, Ricardo Díez-Hochleitner, Präsident des Club of Rome, Conrad Wagner, Schweizer „Erfinder“ des Car-Sharing.
Seit Ende der 1990er Jahre und verstärkt in den 2000er Jahren entwickelte er mit Klaus Stange die Systematik der kundenzentrierten Unternehmensführung zum Leitsystem des Unternehmens und zum Customer Centricity. Seit dieser Zeit ist er besonders als Vortragsredner zum Thema Innovation in Unternehmen aufgetreten.

## Schriften (Auswahl)
Wilkes ist Autor, Co-Autor und Herausgeber von 30 Publikationen zu Unternehmensführung, Management, Vermarktung und Innovation, die teilweise auch ins Französische, Russische oder in Brailleschrift übertragen wurden.
- mit Klaus Stange: Customer Centricity & Corporate Management. E Book. 3. Auflage, 2013. ( erfolgskette.de; deutsch; englisch)
- mit Anke Fleischhauer: Strategic Communications & Major Events. E-Book. 2012. (majorevent.de)
- mit Klaus Stange (Hrsg.): Customer Centricity. Nachhaltige Unternehmensstrategie im Gesundheitswesen. 2012, ISBN 978-3-942543-17-0.
- mit Klaus Stange: Gnadenlose Erfolgskette. 2008, ISBN 978-3-7093-0190-6.
- Die Innovationsspirale. 2001, ISBN 3-478-24970-8.
- Nennt sie verrückt – ich nenn’ sie weise. Gespräche mit Heilern, Religionsführern, Philosophen. 1993, ISBN 3-906639-05-3.
- Kreativität ist Kribbeln im Kopf. 1984, ISBN 3-442-10942-6.
- Denkfehler, Denkfallen, Denkblockaden. 1983, ISBN 3-442-10898-5.
- Marketing besser verstehen. 1981, ISBN 3-409-96311-1.
- mit Günter W. Wilkes (Hrsg.): Handbuch Unternehmensführung. Band 1+2, 1979, ISBN 3-921099-63-3.

Belletristik
- Good Life. Ein Marketingroman. Campus-Verlag 2002, ISBN 3-593-36812-9.